# Alfonso Lissi
(Dal rapporto sullo sciopero alla "Comense" del questore di Como, 8 maggio 1944)
Alfonso Lissi (Salvadera, 5 novembre 1906 – Lenno, 3 ottobre 1944) è stato un partigiano italiano, militante del Partito Comunista Italiano.

## Biografia
Di famiglia poverissima, fu operaio per poco tempo in Germania, al rientro fu operaio presso la Cemsa di Saronno.
Venne arrestato nell'aprile 1935 e condannato quale "capo cellula" a 8 anni di carcere per il reato di appartenenza "ad organizzazione comunista" e "introduzione in Svizzera di materiale propagandistico antifascista". Scarcerato grazie all'amnistia del 15 febbraio 1937 e ad un condono, Lissi riprese la sua attività lavorativa senza abbandonare la lotta politica-sindacale: nel marzo del 1944 è tra gli organizzatori dello sciopero generale.
Costretto alla clandestinità raggiunge il monte Berlinghera nel comune di Sorico e si unisce ad un piccolo distaccamento partigiano appena formato su iniziativa dell'avvocato Pietro Rosa di Como e del quale facevano parte anche Angelo Porta, Renato Tettamanti, Aldo Cantoni, Luigi Corbetta, Antonio Ghioldi e, dal 25 aprile 1944, anche Michele Moretti. In seguito a conflitti, Lissi, Tettamanti, Moretti e Corbetta si separano e costituiscono il primo nucleo di quello che sarà il distaccamento "Puecher" della 52ª Brigata Garibaldi "Luigi Clerici", che Lissi inizialmente aveva battezzato Brigata proletaria. Come nome di battaglia verrà chiamato "Lamberto" o "commissario Bianchi".
Il 18 luglio 1944, al ritorno dal CLN di Como, venne sorpreso a Bugiallo durante un rastrellamento insieme a Michele Moretti, che riuscì a sfilarsi, fu arrestato e portato prima a Chiavenna, poi a Colico e per ultimo nel carcere di Monza, dal quale riuscì ad evadere.

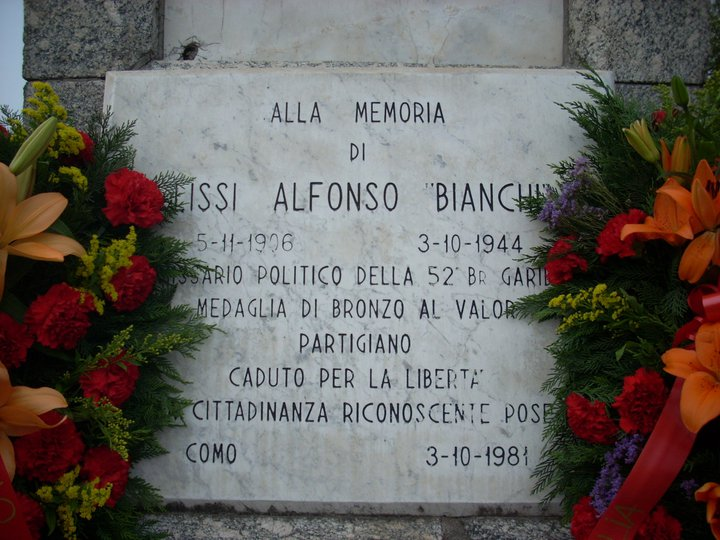
Lapide dedicata ad Alfonso Lissi nel cimitero di Rebbio

Rientrato nel comasco viene destinato dal Comando Garibaldi alla Val d'Intelvi dove, in qualità di Commissario politico, diede vita insieme a Natale Mauri "Libero", un ex ufficiale dell'esercito regio, che prese il comando, ad un nuovo gruppo partigiano che presto si sciolse. Mauri, catturato dai fascisti, venne deportato in Germania dove morì.
Venne quindi affiancato come Commissario politico al Comandante Ugo Ricci che operava in Val d'Intelvi con un gruppo autonomo denominato distaccamento "Chinaglia" e che voleva unirsi alla 52ª Brigata Garibaldi "Luigi Clerici".
Il 3 ottobre 1944, nel tentativo di rapire il Ministro dell'interno Guido Buffarini Guidi e di imporre ai fascisti uno scambio di prigionieri e di allontanare dalla zona del Lario i gerarchi alloggiati nelle ville, rimase ucciso insieme al suo Comandante Ugo Ricci, al Comandante del distaccamento "Battocchio" Claudio Cavalieri "Modena", al Comandante del distaccamento "Ferrero" Guerrino Morganti "Sassari" ed al Comandante di un gruppo autonomo Alfonso Vaccani "Barbetta".
Ad Alfonso Lissi è intitolata una via nel quartiere di Rebbio, in cui si trovava una delle sedi del PCI più attive di Como e ove oggi trova posto la sede provinciale di Rifondazione Comunista a lui dedicata.